# 圣额我略圣殿 (斯波莱托)

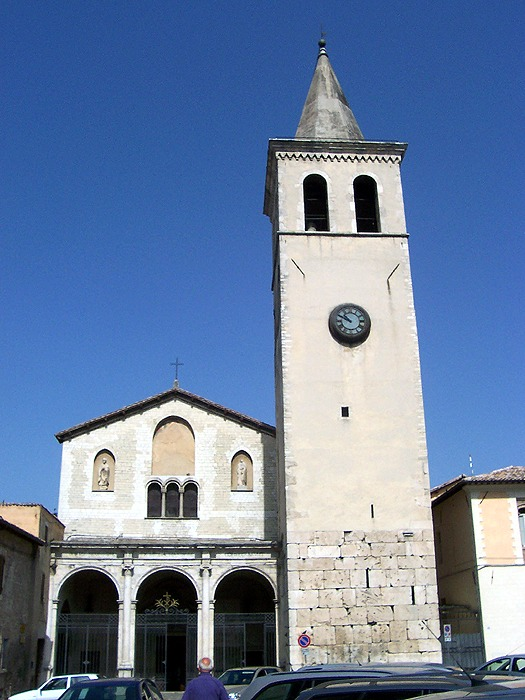
立面和钟楼

圣额我略圣殿是一座罗马天主教宗座圣殿，罗马式风格，位于意大利翁布里亚大区佩鲁贾省斯波莱托镇的加里波第广场。
该堂建于11世纪－12世纪初，于1146年建成，位于早期教堂遗址的上方，地下室仍有早期教堂的痕迹。钟楼建于12世纪，教堂在16世纪和18世纪进行了翻新。大门在1597年由主教保禄·桑维塔莱捐赠。
门廊的左侧是无辜婴孩小堂，湿壁画描绘建立教堂并埋葬于此的圣阿邦丹萨的生平事迹。

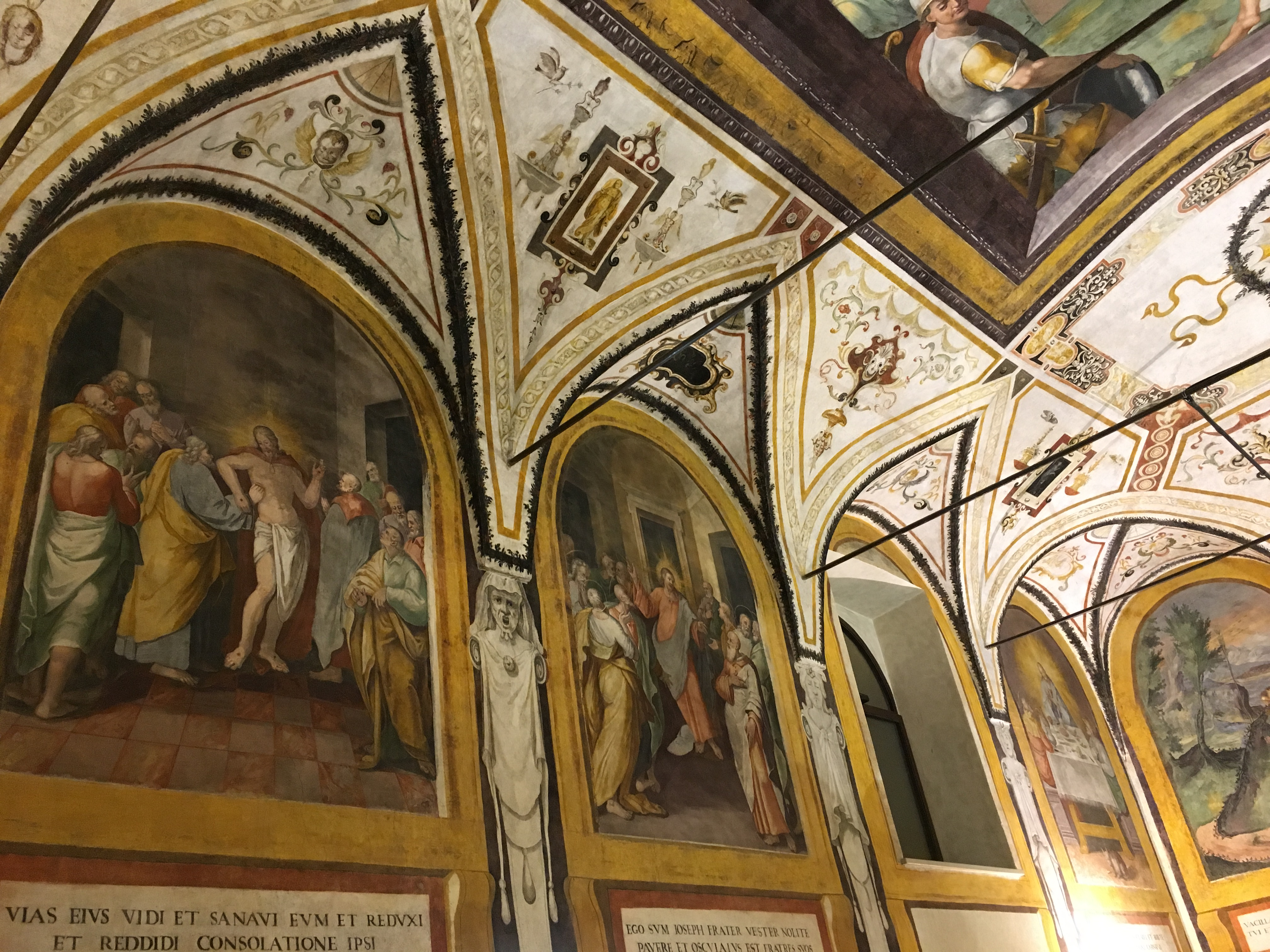
复活经堂

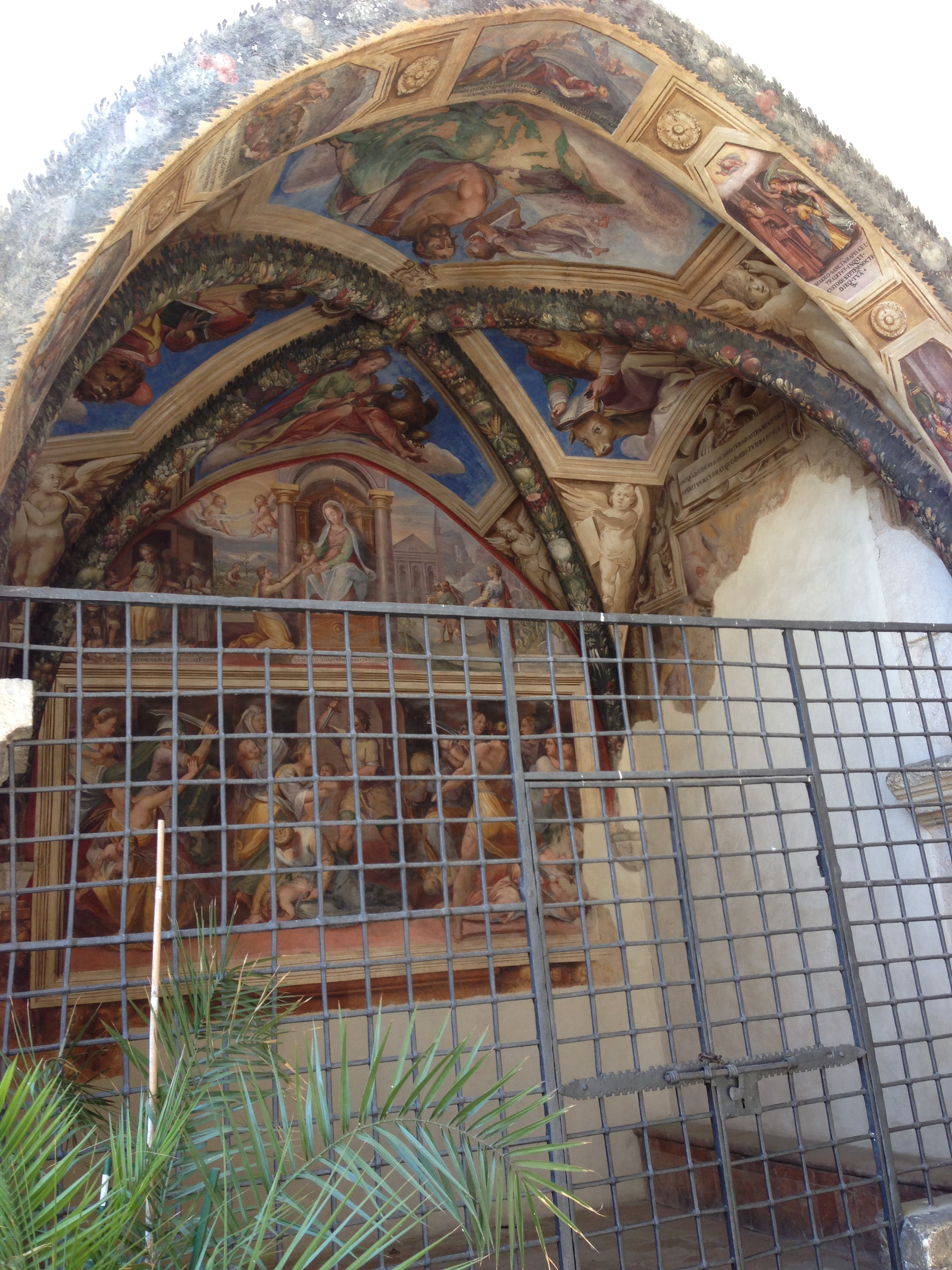
无辜婴孩小堂

从一个出口可以进入古罗马桥梁。